# SIG MPX
A SIG MPX é uma submetralhadora operada a gás, projetada e fabricada pela SIG Sauer, e utiliza o cartucho 9x19mm Parabellum. É uma arma de fogo a gás, com ferrolho fechado e rotativo. Esses recursos de design, raros em submetralhadoras, foram escolhidos para aumentar a segurança do usuário e ter uma arma de fogo mais confiável. Foi projetado em 2013 e lançado ao público em 2015. Ele faz uso do Sistema SIG Sauer para reduzir o recuo e melhorar a confiabilidade da arma.
O MPX, em sua segunda geração, possui um sistema que permite a conversão de 9 mm para .357 SIG ou .40 S&W. No entanto, desde a sua criação, os kits de conversão primários não foram disponibilizados para nenhuma das duas gerações de produção da submetralhadora.
A SIG Sauer também usou o mesmo sistema de pistão a gás para desenvolver a carabina SIG MCX.

## Detalhes do projeto
A variante padrão do MPX vem com um cano de 20,3 cm (8,0 polegadas) e us um cartucho 9x19mm Parabellum. Ele vem com uma coronha dobrável e um trilho flutuante. Possui uma cadência de tiro de 850 tiros por minuto (TPM).
O MPX também está disponível com diferentes comprimentos de cano, variando de 114 a 406 mm (4,5 a 16 polegadas). A submetralhadora MPX está disponível apenas para uso militar e policial, enquanto uma versão semiautomática também está disponível para o mercado civil.
A versão semiautomática da arma pode ser registrada como uma espingarda de cano curto na maioria dos Estados dos Estados Unidos.

### Recursos
A metralhadora MPX padrão vem com miras do tipo flip-up na traseira e na dianteira encaixadas no sistema de trilho integrado na parte superior da arma. Uma modificação disponível é uma mira reflex SIG montada no trilho, em vez das miras giratórias.
O MPX possui um sistema de pistão a gás de curso curto para aumentar a precisão da arma que opera com ferrolho fechado. Ele foi projetado dessa maneira para impedir a entrada de água ou sujeira na câmara e causar mau funcionamento, além de permitir o uso de um silenciador com maior facilidade. Possui um seletor ambidestro para os modos totalmente automático (modelos policiais / militares) e semiautomático. Ele também possui uma alavanca de ferrolho ambidestra, e o exterior das armas parece ser um cruzamento entre um AR-15 e um Heckler & Koch MP5A3. O cano é flutuante e é cercado por trilhos Picatinny de polímero/aço (posteriormente M-LOK).
A alça de engatilhar da arma está na parte de trás, com base no design do AR-15. Isso é para garantir que o engate da arma não interfira com nenhuma ótica montada no trilho Picatinny. Os trilhos da arma são feitos de aço fundido e a arma padrão no geral pesa 2,1 kg (4,6 lb).

## Variantes

### Configuração de fogo seletivo

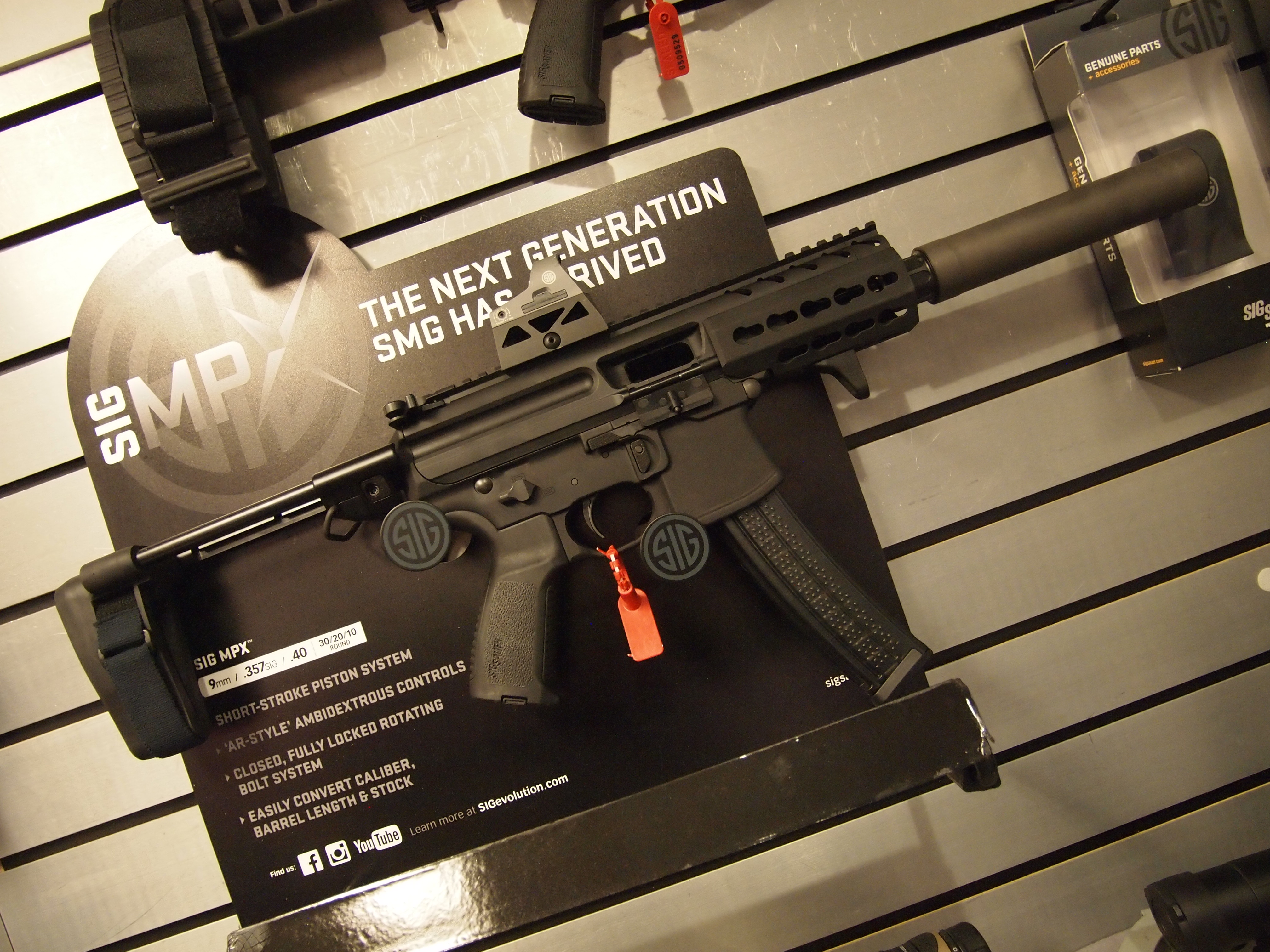
Um SIG MPX num mostruário.

#### MPX (Standard)
Uma variante com braço telescópico de três posições com aparência de coronha, seletor de fogo de três posições se suportar o modo totalmente automático e com supressor de chamas, e canos de 8,0, 6,0 e 4,5 polegadas.

#### MPX-K (Compact)
Uma variante compacta com um cano de 114 mm (4,5 polegadas).

#### MPX-SD (Integrally suppressed)
Uma variante com um supressor integral do tipo MP5SD, um guarda-mão mais longo e um cano de 203 mm (8,0 polegadas).

### Configuração de fogo semiautomático

#### MPX Pistol (Pistol)
Uma variante semiautomática de pistola sem coronha e um cano de 203 mm (8,0 polegadas).

#### MPX PSB (Pistol)
Uma variante semiautomática de pistola apenas com um suporte SIG SBX (cinta estabilizadora para prender a coronha no antebraço) e um cano de 203 mm (8,0 polegadas). Nos EUA, em 2015, o BATFE alertou os usuários de armas que usam aparelhos estabilizadores SIG, que portar uma arma com esse suporte estabilizador a transformava numa arma do tipo "Title II NFA", o que revertia uma decisão anterior. No início de 2017, no entanto, o BATFE mudeou de opinião, tornando novamente os aparelhos estabilizadores uma solução atraente.

#### MPX-C (Carbine)
Uma variante somente semiautomática de carabina, com um cano de 165 mm (6,5 pol.) Com um freio de boca de 241 mm (9,5 pol.) Permanentemente soldado a ele, que na verdade é uma versão modificada do núcleo do defletor da variante integralmente suprimida. A SIG sustentou que este dispositivo era um freio de boca, mas em 2013 o BATFE decidiu que o componente era um silenciador e classificou o MPX-C como possuindo um silenciador integral e, portanto, como uma arma do tipo Title II NFA. O BATFE rejeitou um recurso contra esta decisão em fevereiro de 2014; A SIG respondeu entrando com uma ação civil contra o BATFE, alegando que eles agiram de "maneira arbitrária e maliciosa". Em setembro de 2015, o juiz federal Paul Barbadora confirmou a decisão do BATFE.
Como resultado, a SIG anunciou uma variante de carabina com um cano de 406 mm (16 polegadas) sem o dispositivo de boca, designado como MPX Carbine.

## Usuários

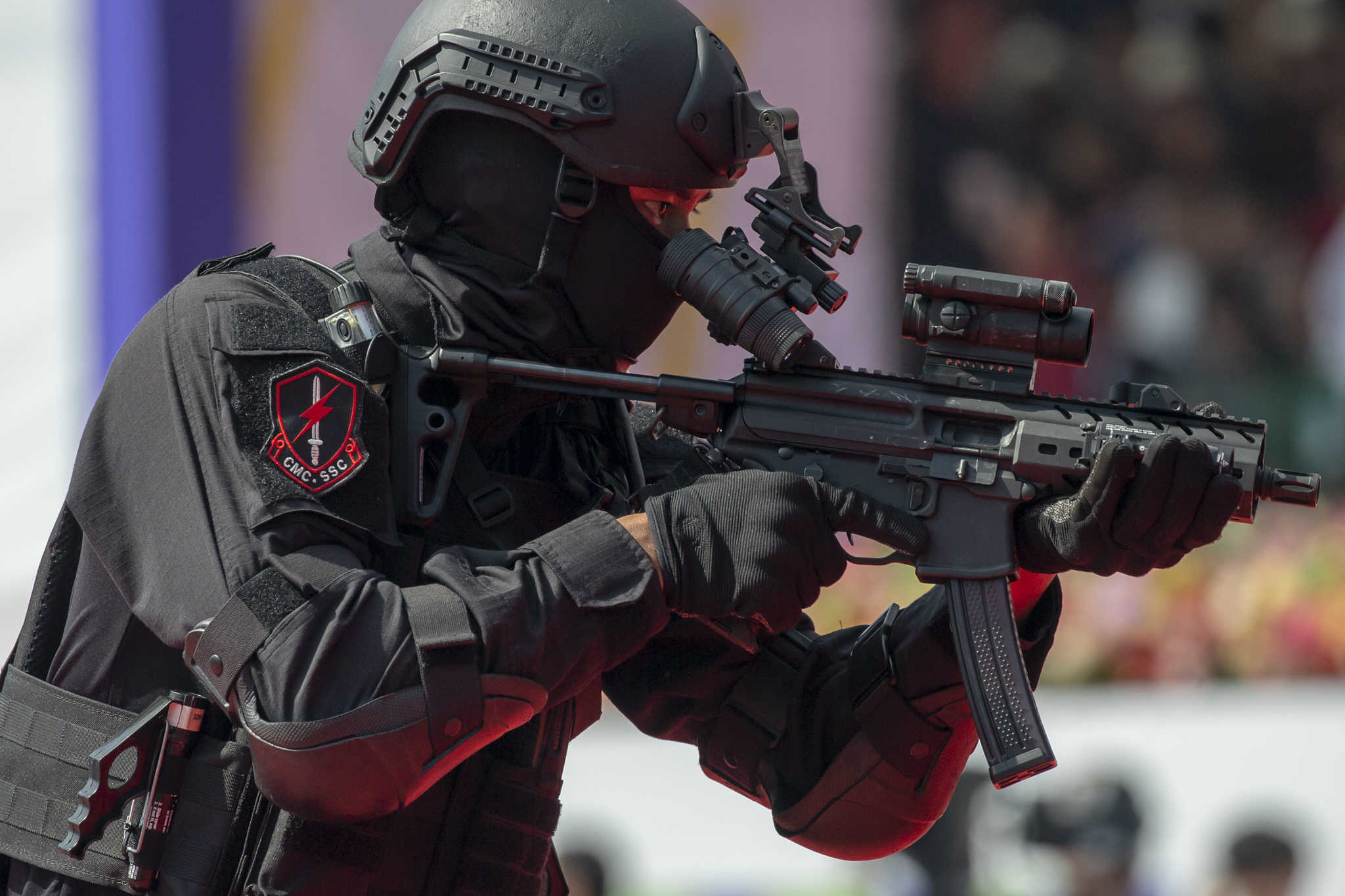
Um SIG MPX em uso por um soldado do "ROC Marine Corps Special Service Company".

- Argentina: Utilizado por Polícia Federal Argentina
- República Dominicana: Utilizado por Polícia Nacional da República Dominicana
- Tailândia: Utilizado por Polícia Real da Tailândia[14]
- Indonésia: Utilizado por Polícia Nacional da Indonésia
- Bangladesh: Utilizado por Brigada Para-Commando
- Índia: Utilizado por Guarda de Segurança Nacional e Forças especiais da Índia
- Polónia: Utilizado por Jednostka Wojskowa GROM
- Singapura: Utilizado por Força-Tarefa de Operações Especiais
- Hong Kong: Utilizado por Equipe de Resposta Ferroviária
- Taiwan: Utilizado por Corpo de Fuzileiros Navais da República da China
- Estados Unidos: Utilizado por Exército dos Estados Unidos e Joint Special Operations Command
- Suíça : Utilizado por Kantonspolizei